# Chủ nghĩa dân tộc hỗn hợp

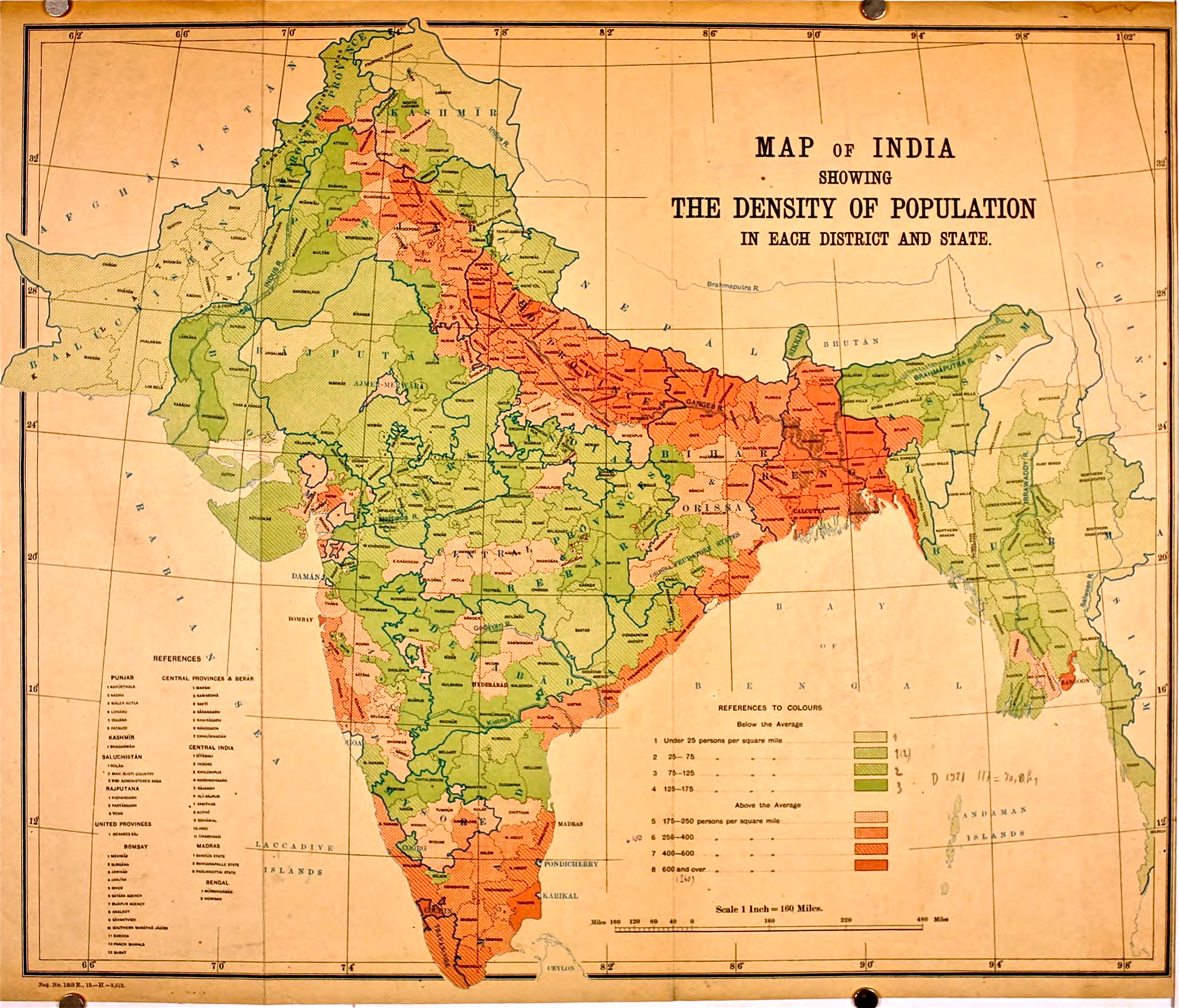
Những người ủng hộ chủ nghĩa dân tộc hỗn hợp đã kịch liệt phản đối sự phân chia Ấn Độ

Chủ nghĩa dân tộc hỗn hợp (tiếng Hindustan: mushtareka wataniyat hay muttahidah qaumiyat) là một khái niệm cho rằng quốc gia Ấn Độ được tạo thành từ những cư dân thuộc các nền văn hóa, đẳng cấp, cộng đồng và tín ngưỡng đa dạng. Ý tưởng này chỉ dẫn rằng "chủ nghĩa dân tộc ở Ấn Độ không phải định nghĩa từ tôn giáo." Trong khi công dân Ấn Độ duy trì truyền thống tôn giáo đặc biệt của họ, họ là thành viên của một quốc gia Ấn Độ thống nhất. Chủ nghĩa dân tộc tổng hợp chỉ dẫn rằng trước khi người Anh đến Ấn Độ và thực thi chính sách chia để trị, không có sự thù hằn giữa những người có đức tin tôn giáo khác nhau và vì vậy những chia rẽ này có thể được khắc phục.

## Lịch sử
Bipin Chandra Pal đưa ra ý tưởng về chủ nghĩa yêu nước hỗn hợp trong thuộc địa Ấn Độ vào năm 1906, ban hành ý kiến cho rằng "người Hindu, Hồi giáo, Thiên chúa giáo, và tôn giáo thiểu số khác (bao gồm cả những bộ lạc theo tín ngưỡng 'duy linh') nên giữ gìn nền văn hóa tôn giáo đặc biệt của họ trong khi cùng chiến đấu với nhau để giành tự do". David Hardiman, một nhà sử học Ấn Độ hiện đại đã viết rằng trước khi người Anh đến Ấn Độ, "không có sự thù hằn sâu sắc giữa người Ấn giáo và Hồi giáo; chính người Anh tạo ra sự chia rẽ". Do đó Mahatma Gandhi đã dạy rằng các bộ phận bị chia ra có thể phục hồi thông qua sự thống nhất của người theo đạo Hindu và Hồi giáo, vì "các tôn giáo là những con đường khác nhau dẫn đến cùng một điểm".
Annie Besant, một người ủng hộ cả hai quốc gia tự trị Ấn Độ và Ireland đã bảo vệ khái niệm này vào năm 1917 và dạy: "Thanh niên Ấn Độ nên được chú ý nuôi dưỡng để có thể từ một tín đồ Hồi giáo thành một tín đồ Hồi giáo tốt, một cậu bé theo đạo Hindu thành một cậu bé Hindu tốt.... họ phải được dạy về một sự khoan dung rộng rãi và tự do cũng như tình yêu giác ngộ đối với tôn giáo của chính họ, để mỗi người có thể vẫn là người theo đạo Hindu hoặc người Hồi giáo, nhưng cả hai đều là người Ấn Độ".
Hội nghị Hồi giáo Azad toàn Ấn Độ được thành lập vào năm 1929 do Bộ Trưởng Sind, Allah Bakhsh Soomro, người sáng lập của Đảng Sind Ittehad nhằm chống lại việc phân vùng Ấn Độ. Allah Bakhsh Soomro, cũng như Hội nghị Hồi giáo Azad toàn Ấn Độ ủng hộ chủ nghĩa dân tộc tổng hợp:
Dù đức tin của chúng ta là gì, chúng ta phải cùng chung sống ở đất nước này trong bầu không khí thân thiện hoàn hảo và mối quan hệ của chúng ta nên là mối quan hệ của anh em trong một gia đình chung, nhiều thành viên khác nhau có thể tự do tuyên xưng đức tin của mình như họ muốn mà không có bất kỳ sự cản trở nào và trong số đó họ được hưởng lợi ích từ tài sản chung.
Sau khi trở về Ấn Độ thuộc địa, Gandhi đã mở rộng ý tưởng về chủ nghĩa dân tộc tổng hợp để nó không chỉ bao gồm các nhóm tôn giáo mà còn cả các đẳng cấp và các cộng đồng khác. Hardiman viết rằng điều này đã dẫn đến việc "phong trào dân tộc ở Ấn Độ bành trướng mạnh mẽ", với đối tượng tham gia thuộc mọi thành phần trong xã hội.
Chủ nghĩa dân tộc hỗn hợp đã được đề cao bởi học giả Hồi giáo và hiệu trưởng của Darul Uloom Deoband là Maulana Sayyid Hussain Ahmed Madani. Asgar Ali đã tóm tắt một điểm chính của văn bản Muttahida Qaumiyat Aur Islam năm 1938 của Madni, chủ trương cho chủ nghĩa dân tộc hỗn hợp ở một Ấn Độ thống nhất:
Maulana Madani, tác giả của một cuốn sách Muttahida Qaumiyat Aur Islam lập luận thuyết phục ủng hộ chủ nghĩa dân tộc hỗn hợp bằng cách trích dẫn từ Kinh Quran rằng các nhà tiên tri đã chia sẻ lãnh thổ với những người không đức tin và do đó Qaumiyal của họ không khác với những người không đức tin. Theo Maulana Madani, tinh thần của Koran là khuyến khích sự tồn tại hài hòa trong một thế giới đa văn hóa, đa chủng tộc và đa tôn giáo.
Abdul Ghaffar Khan, một nhà hoạt động độc lập Ấn Độ người Pashtun, cùng với Khudai Khidmatgar, đã đề cao chủ nghĩa dân tộc hỗn hợp, nhấn mạnh thực tế rằng người Hồi giáo là người bản địa của Ấn Độ, giống như anh em Ấn giáo của họ.

## Hiện nay
Vào ngày 15 tháng 12 năm 2018, Jamiat Ulema-e-Hind đã tập trung tại Lãnh thổ thủ đô quốc gia Delhi để khẳng định chủ nghĩa dân tộc hỗn hợp. Tổ chức Hồi giáo này bắt đầu phát động 100 cuộc họp "xoay quanh chủ đề tự do, chủ nghĩa dân tộc và cách tổ chức cộng đồng thiểu số có thể đóng góp cho việc xây dựng quốc gia".

## Khái niệm song song ở quốc gia khác
Khái niệm chủ nghĩa dân tộc hỗn hợp được Gandhi ủng hộ, có nhiều điểm tương đồng với sự hình thành quốc gia thống nhất ở các quốc gia khác mà các dân tộc là tập hợp con của nhiều quốc gia đa sắc dân và tôn giáo. Đặc biệt là có nhiều ví dụ bao hàm việc hình thành bản sắc dân tộc Mỹ thống nhất ở Hoa Kỳ, tập trung vào nền dân chủ và Hiến pháp Hoa Kỳ (qua nhiều sắc tộc và tôn giáo) và sự hình thành một bản sắc dân tộc thống nhất ở Liên Xô theo các ý tưởng của Vladimir Lenin về chủ nghĩa yêu nước xã hội chủ nghĩa trong bối cảnh chủ nghĩa quốc tế vô sản và câu hỏi quốc gia ở Liên Xô, cũng như những ý tưởng được khám phá qua tập tài liệu Chủ nghĩa Mác và Câu hỏi quốc gia sẽ định hình sự phân định quốc gia ở Liên Xô. Cả Gandhi và Lenin đều tìm cách hợp nhất các dân tộc khác nhau trong một đế chế đa dạng để truất phế một người cai trị bị coi là kẻ áp bức, và cả hai sẽ cần một tầm nhìn về lý do tại sao các dân tộc khác nhau nên thống nhất làm một khi nhà nước thống trị cũ bị lật đổ thay vì hình thành nhiều quốc gia dân tộc. Chủ nghĩa dân tộc hỗn hợp khác với các lý thuyết của Lenin ở chỗ Gandhi cho rằng mỗi nhóm có thể theo lối sống riêng sau khi giành được độc lập của Ấn Độ từ Anh, còn chủ nghĩa Lenin quy định nhiều vị trí chính trị ràng buộc mọi công dân.